# جاش هلمن
جاش هلمن (به انگلیسی: Josh Helman) بازیگر استرالیایی و متولد ۲۲ فوریهٔ ۱۹۸۶ است.
از فیلم‌های معروف او می‌توان به بازی در فیلم جک ریچر ، اقیانوس آرام ، چشم بند و ویوارد پینز اشاره کرد.